# 학도호국단
학도호국단(學徒護國團)은 1949년 4월 22일 대한민국 국방부와 문교부에서 중학교부터 고등학교, 대학교 학생 전원을 대상으로 학도 층의 사상 통일과 유사시 향토방위를 위한다는 명분으로 조직한 학생단체였다.
제1공화국에서 관변 단체로 이용되다가 1960년 5월 3일 해체되었는데, 1975년 5월 20일 박정희 군사정권에서  10월 유신으로 정권을 유지하기 위해 학도 호국단이 재설치되었다가, 국민의 민주화 요구에 따라 전두환 군부 정권의 집권 중반기인 1985년 3월 14일에 대학교, 1986년 3월 1일에는 고등학교 학도 호국단이 각각 공식적으로 해체되었다.

## 역사

### 제1공화국

학도호국단의 깃발 (1949 - 1960)

1948년 12월 5일, 경향신문에 '학도호국단 요강'이라는 글이 실리며 대중에게 조직 결성이 알려졌다. 1949년 2월 18일부터 조직 결성이 시작되어 2월 26일에는 경남도, 2월 28일에는 충북도, 3월 8일에는 서울시에서 단결성식이 거행되었다. 4월 15일에는 대학생 학도 호국단, 1949년 4월 22일에는 중앙 학도 호국단이 결성되었다. 1949년 9월 28일 대통령령 제86호로 창설되었다.
학도호국단의 설립에는 대한민국 제1공화국 정부 성립 당시 정치적 이해 관계가 얽혀있었다. 1948년 8월 15일 대한민국 정부 수립으로 재조선 미국 육군사령부 군정청이 2년 11개월 만에 해체되고 미국은 당대 세계전략 차원에서 주한미군의 철수를 검토하고 있었다. 이에 대한민국 제1공화국 정부는 주한마국 철수가 기정사실화되자 미군의 철수로 인한 국가 방위와 치안 공백을 매꾸기 위한 예비 전력 확보를 필요로 하였다. 대한민국 정부는 예비전력 확보를 위해 대한민국 최초의 예비군인 호국군과 함께 학도호국단을 창설하였다.
학도호국단 조직은 중앙 학도호국단 본부를 두고 아래에 중앙지도위원회와 사무국, 각 시도 학도호국단, 부군학교 호국대를 두며, 각 학도호국대는 감찰, 선전, 문화, 체육, 후생훈련, 총무의 6부를 두고 분대로 편성했다.
학도호국단 전국 체육대회, 웅변대회도 개최하고, 월간 잡지도 발생했으며, 대한민국 첫 징병제를 홍보하는 합동행진에 동원되기도 했다.
미군 철수반대 궐기대회, 반공방일 궐기대회 등에도 자주 동원되었다. 학생들에게 학도호국단 입단비와 월회비도 받았다.
한국전쟁이 발발한 이후 학도호국단은 기존의 반공, 애국 웅변대회, 체육행사, 반공 궐기대회 등 기존의 단체 활동에서 학도의용군 등으로 전선에 직접 뛰어들게 되었다. 1950년 학도호국단 간부 학생 200명을 '비상학도대'로 결성한 을 시작으로 1950년 7월 1일 대한학도의용대가 조직되어 낙동강 방어선을 지키는 데 대한민국 국군과 함께 큰 전과를 올렸다.
전후에는 문교부에서 학생들에게 '복교령'을 내려 학도의용군은 1951년 3월 16일 무기와 군부를 내려놓고 학교로 복귀하거나 입대를 선택하기도 하였다. 이후 학교와 맞지 않는 관제 단체로 학생들 사이에서는 오랑캐 호(胡)를 써서 호국단(胡國團)으로 불리는 등, 간부들의 특권의식과 폭력 등의 폐단이 많다고 하여 해체가 거론되다가, 4·19 혁명이 일어나 제1공화국이 붕괴되자, 설치된지 10년 반 만인 1960년 5월 3일 허정 과도정부에 의해 "학원 민주화"를 위하여 국무회의에서 해체하기로 의결되었다.

### 제4공화국

학도호국단의 깃발 (1975 - 1986)

학도호국단이 해체된지 15년이 지난 후, 10월 유신으로 15년째 정권을 잡은 박정희는 1975년 5월 20일 학도호국단 설치령을 발표한다. 학원의 총화단결과 자주국방태세 확립을 위한다는 명목으로 고등학교, 대학교에 학도호국단을 조직하고 대학 군사교육을 강화, 교원을 포함하여 1975년 2학기 과정부터 실시하기로 하였다.
조직은 150만명 정도로, 남녀학생 및 교원을 포함시켜 군사훈련 편제로 편성, 평시에는 교련을 비롯, 각종 단체 활동 새마을 운동 등을 펴고, 전시에는 후방 질서유지와 지역 방위 임무 등을 맡았다. 대학 군사훈련은 주당 2시간에서 4시간으로 늘리고, 재학 중 병영집체 훈련을 10일간 실시하고 졸업 후 재영기간을 3개월에서 6개월 단축하기로 했다.
구호는 “배우면서 나라를 지키자”였으며, 1975년 6월 25일 국민대학교에서 학도호국단 첫 발대식을 시작으로, 전국 고등학교, 대학교까지 조직되었으며, 그해 여름방학부터 학도호국단 간부학생들은 제3사관학교에 1주일간 입영훈련도 받았다.
9월 2일에는 여의도 5·16 광장에서 중앙 학도 호국단 발단식을 가졌다. 학생들에게 등록금과 함께 학도호국단 단비도 징수했으며, 한훈단 대표는 625 격전지 순례도 하였다. 1976년에는 5·16 광장에서 교련대회 사열식을 열었다. 여대생 간부는 여군단에 입영하여 제식훈련, 사격 등 기초군사훈련 교육도 받았다.
대학교 학도 호국단은 학생회, 학생자치회 등의 역할을 하였으며, 향토예비군, 정부에서는 민방위대와 같이 총력안보체제를 유지하기 위해 조직하였다.

### 최규하 정부
1979년 10·26 사건과 박정희 사망을 계기로 학도 호국단을 해체하고 학생회를 부활하는 문제가 논의되기 시작하여, 1980년 2월 16일 중앙 및 시도 학도 호국단을 폐지하고, 간부 호칭도 학생회장 등으로 변경하고, 학생자치활동의 폭을 신장시키는 등 학도 호국단 제도를 크게 개편하여 학생회 기능을 부활시켰다.
1980년 4월 들어 각 대학에서 학도 호국단 관련 학칙을 삭제코자 협의하기도 하였으나, 5·17 쿠데타로 전두환 군부가 재집권함에 따라 학도 호국단은 다시 조직이 강화되었다.

### 제5공화국
학도 호국단 폐지를 요구하는 사회 전반적인 저항운동이 계속되었으나, 정부는 학도 호국단 조직을 되려 활성화하였다. 대학교 총학생회장은 단과대 및 학과 학생장이 뽑는 간선제로 바뀌었으나, 1984년 들어 학생들은 이와 별도로 총학생회장을 직선제로 뽑는 등 학도 호국단 폐지 요구가 늘어났다.
1985년 3월 14일 대학 자치 활동보장을 위해 학도 호국단을 폐지령이 의결되고 학생회가 부활되었다. 이어 1986년 3월 1일자로 고교 학도 호국단도 폐지되고 학생회 활동이 부활되었다.

## 같이 보기
- 교련
- 대한민국 민방위대